# Тёсей (село)
Тёсей (яп. 長生村 Тё:сэй-мура) — село в Японии, находящееся в уезде Тёсей префектуры Тиба. Площадь села составляет 28,32 км², население — 14 459 человек (1 августа 2014), плотность населения — 510,56 чел./км².

## Географическое положение
Село расположено на острове Хонсю в префектуре Тиба региона Канто. С ним граничат город Мобара и посёлки Итиномия, Муцудзава, Сирако.

## Население
Население села составляет 14 459 человек (1 августа 2014), а плотность — 510,56 чел./км². Изменение численности населения с 1980 по 2005 годы:
| 1980 | 10 132 чел. |  |
| 1985 | 10 636 чел. |  |
| 1990 | 11 155 чел. |  |
| 1995 | 13 133 чел. |  |
| 2000 | 13 892 чел. |  |
| 2005 | 14 543 чел. |  |

## Символика
Деревом села считается Podocarpus macrophyllus var. maki.